# بيت محسن (بني العوام)

تعديل مصدري - تعديل

بيت محسن هي إحدى قرى عزلة بني الذواد بمديرية بني العوام التابعة لمحافظة حجة، بلغ تعداد سكانها 174 نسمة حسب تعداد اليمن لعام 2004.